# Juraj Kotula
Juraj Kotula (Bratislava, Eslovaquia, 30 de septiembre de 1995) es un futbolista eslovaco. Juega de defensa y su equipo es el 1. FC Tatran Prešov.

## Trayectoria

### Clubes
Con quince años y aún perteneciendo a la cantera del Slovan Bratislava hizo las pruebas de acceso a las filas del Birmingham City Hizo su debut profesional en la Superliga de Eslovaquia con el Slovan el 27 de febrero de 2015 contra el MŠK Žilina.
A principios de 2019, tras quedar libre del Slovan, firma un contrato de dos años con el Football Club Zbrojovka Brno.

### Selección
Kotula fue convocado para dos partidos amistosos celebrados en Emiratos Árabes Unidos en enero de 2017 contra Uganda y Suecia. Debutó contra Uganda de titular y no jugó contra Suecia.

## Clubes
| Club                              | País            | Año       |
| --------------------------------- | --------------- | --------- |
| Š. K. Slovan Bratislava           | Eslovaquia      | 2015-2018 |
| F. K. Senica (cedido)             | Eslovaquia      | 2017      |
| F. C. ViOn Zlaté Moravce (cedido) | Eslovaquia      | 2018      |
| F. K. Senica (cedido)             | Eslovaquia      | 2018      |
| F. C. Zbrojovka Brno              | República Checa | 2019-2020 |
| MFK Zemplín Michalovce            | Eslovaquia      | 2021-2023 |
| MFK Ružomberok                    | Eslovaquia      | 2023-2024 |
| S. K. Dynamo České Budějovice     | República Checa | 2024-2025 |
| 1. FC Tatran Prešov               | Eslovaquia      | 2025-     |

## Palmarés

### Títulos nacionales
| Título             | Club           | País       | Año  |
| ------------------ | -------------- | ---------- | ---- |
| Copa de Eslovaquia | MFK Ružomberok | Eslovaquia | 2024 |